# Mass Effect: Infiltrator
Mass Effect: Infiltrator è un videogioco sparatutto in terza persona, spin-off della serie di videogiochi Mass Effect, sviluppato dalla IronMonkey Studios per dispositivi iOS e Android e pubblicato da Electronic Arts nel 2012. In mancanza di aggiornamenti non è compatibile con le ultime versioni di smartphone.
La trama del gioco ruota intorno alla liberazione di alcuni prigionieri tenuti ostaggi nelle basi gestite da Cerberus, un'organizzazione paramilitare. Portando a termine le proprie missioni e recuperando informazioni sui crimini compiuti dall'organizzazione, il giocatore otterrà bonus che potranno influenzare, oltre che il gioco stesso, la reattività galattica del sistema Galaxy at War introdotto con Mass Effect 3.

## Trama
Mass Effect: Infiltrator è ambientato in un certo periodo dell'anno 2186, durante gli eventi Mass Effect 3. Il protagonista è Randall Ezno, un agente di Cerberus, che viene schierato in un pianeta ghiacciato alla ricerca di un turian. Dopo aver combattuto contro i geth ed essere riuscito a catturare il ricercato, si reca al Barn, una stazione spaziale di ricerca di Cerberus, limitrofe al pianeta LV426, dove vengono effettuati degli esperimenti sugli umani, sugli alieni e sulla tecnologia dei Razziatori al fine di migliorare le prestazioni delle armi e dei poteri biotici. Mentre va a visitare la sua istruttrice, Inali Renata, dei soldati turian cominciano ad attaccare la struttura: durante l'attacco, Randall cerca di contattare Inali, senza ottenere risultati. Quindi, si reca verso il suo ufficio per assicurarsi che sia salva.
Dopo aver combattuto gli invasori, Randall trova il suo ufficio vuoto e viene informato dal Direttore, un agente di Cerberus responsabile della stazione spaziale, che Inali si è offerta volontaria per un nuovo progetto che non è autorizzato a vedere. Raggiunta l'infermeria sotterranea dove Inali si trova, Randall la vede sotto operazione con bisturi attaccati a braccia meccaniche che la tagliano e la pugnalano ferocemente. Nel trovare una Inali sofferente a causa degli orribili esperimenti effettuati, giura vendetta e guerra contro il Direttore.
Dovendo ora combattere contro le difese della struttura di Cerberus, mentre prova a scappare, Randall viene contattato da una voce misteriosa tramite il suo auricolare: la voce afferma di essere un volus nascosto nel nucleo dati della stazione che lavora con l'Alleanza. Il volus, violando UDI, l'IA del Barn, avverte Randall che se l'avesse liberato sarebbe stato in grado di contattare l'Alleanza per permettere di salvare Inali, altre vittime di Cerberus nella struttura e Randall stesso. Per riuscire nella missione, lo indirizza verso un vecchio nucleo dati, anch'esso situato nell'Infermeria. Attraverso le continue conversazioni, il volus aiuta Randall a raggiungere il ripetitore della stazione per poter contattare l'Alleanza e per creare un diversivo, il volus viola ancora una volta UDI, riuscendo a sbloccare alcune celle strategiche, permettendo a molte cavie asari e krogan di fuggire. La struttura si trasforma quindi in una zona di guerra.
Combattendo le truppe di Cerberus, mentre il Direttore lo provoca su diversi oloschermi, affermando che Inali sta diventando "dedita" agli esperimenti, e sfuggendo ai soggetti dei test, ai mech Ogre e Orcus di sicurezza, Randall affronta X1, un enorme mutante krogan e il più vecchio degli esperimenti del Direttore. Dopo averlo sconfitto raggiunge il ripetitore, il volus prepara un trasporto per LV426 e lo avverte di alcune attività geth nel settore prima di inviarlo all'hangar per rubare una navetta dalla stazione. Non volendo più richiamare l'attenzione su di sé, il volus chiude le comunicazioni quando Randall è a bordo della navetta, ma prima chiede a Randall di consegnare le sue informazioni all'Alleanza.
Dopo l'arrivo di Randall, Inali si mostra dopo gli esperimenti, potenziata al punto da renderla irriconoscibile: il Direttore l'ha trasformata in un mutante. Dopo che Randall l'ha indebolita il Direttore prende il controllo diretto di Inali per il resto del combattimento. Alla fine del combattimento, Inali chiederà a Randall di ucciderla, ma potrà vivere o morire a seconda delle precedenti scelte moralità del giocatore. Randall quindi giura di uccidere il Direttore, fuggito in un luogo sconosciuto, per ciò che ha fatto.

### Missione bonus
La missione bonus si sviluppa intorno al turian anonimo catturanto da Randall. Vittima degli esperimenti, tenta di fuggire dall'infermeria. Dopo il suo risveglio e la sua liberazione a causa delle azioni di Randall e del suo alleato volus, il turian si fa largo tra le truppe di Cerberus ed altri soggetti dei test fuggiti. La fuga culmina in uno scontro con un Mech Ogre ed una scorta infinita di Mech Orcus. Alla fine il turian raggiunge una grande stanza vuota e spostandosi verso il fondo della stanza, il turian vede il Direttore e diversi membri del personale di Cerberus. Il Direttore deride al turian mentre una torretta viene schierata nella stanza. Senza una copertura disponibile, la vista annerisce e per il turian non c'è scampo.

## Modalità di gioco
Mass Effect: Infiltrator è uno sparatutto in terza persona tridimensionale che imita molte delle caratteristiche di gioco e delle animazioni dei principali giochi di Mass Effect, incluso l'uso della copertura e la combinazione di sparatorie e poteri biotici. I controlli sono semplificati rispetto ai giochi per console e adattati per adattarsi a un'interfaccia touch screen; ad esempio, non ci sono compagni di squadra da controllare ed è necessario prendere di mira i nemici per attacchi biotici toccando direttamente sullo schermo.
Il giocatore viene ricompensato con crediti virtuali che possono essere spesi in armi potenziate, armature e abilità biotiche. Si possono anche raccogliere Intel, che possono essere scambiate con crediti di gioco o utilizzate per aumentare il punteggio di Prontezza galattica del Comandante Shepard in Mass Effect 3. Al termine del gioco, il giocatore viene ricompensato con una nuova risorsa di guerra nel suo gioco Mass Effect 3.
Nell'aprile 2012 è stato rilasciato un importante aggiornamento, la versione alla 1.0.3., che introduce una missione secondaria extra in cui il giocatore assume il ruolo del turian catturato dal protagonista, oltre alla possibilità di mirare manualmente le armi. La patch include anche ottimizzazioni tecniche progettate per l'iPad di terza generazione. Gli utenti di Windows 8 e Windows 8.1 hanno verificato che il gioco funzioni sulle loro piattaforme.

### Combattimento
Il sistema di combattimento è uno sparatutto in terza persona nel quale il giocatore assume il ruolo del protagonista armato di un potente arsenale nonché di una varietà di poteri biotici e tecnologici, da usare esclusivamente tramite touch screen. Il gioco è diviso in una serie di missioni contenenti dei checkpoint dove il giocatore deve esplorare l'ambiente e sconfiggere ogni nemico che appare. Al termine la prestazione del giocatore viene analizzata e viene fornito un punteggio. Le armi seguono il modello del surriscaldamento di Mass Effect e a differenza degli altri due capitoli i poteri biotici sono efficaci anche se il bersaglio è protetta dalla corazza o dagli scudi.

### Dialoghi
A differenza degli altri giochi della serie di Mass Effect, il gioco non dispone di una "ruota delle conversazioni" per effettuare delle scelte di dialogo. I dialoghi di Randall esistono solo nei filmati in rapidi scambi durante le missioni, insieme ai dialoghi degli altri personaggi, e nelle situazioni delle scelte morali. Le discussioni di Randall con i suoi alleati ed i suoi nemici aiutano il giocatore a comprendere delle informazioni sui personaggi, mentre il turian non ha dialoghi.

### Moralità
La campagna di Mass Effect: Infiltrator dispone di un sistema moralità che tiene traccia simile a quello di Mass Effect 2 e Mass Effect 3. Randall avrà l'opportunità di prendere decisioni Eroe o Rinnegato durante la missione, innescando risultati diversi con azioni specifiche. A seconda delle decisioni moralità di Randall, come nel capitolo 2 e 3, le sue cicatrici e le abilità biotiche varieranno dal blu al rosso, e anche la storia verrà influenzata. A differenza degli altri capitoli, il giocatore non può effettuare scelte morali nei dialoghi.

## Accoglienza
| Testata                         | Giudizio |
| ------------------------------- | -------- |
| Metacritic (media al 12-3-2021) | 68/100   |
| Game Informer                   | 7/10     |
| IGN                             | 6.5/10   |
| VideoGamer.com                  | 5/10     |
| Slide to Play                   | 2.5/10   |
| Eurogamer Italy                 | 6.5/10   |

Le recensioni sono state generalmente contrastanti: Metacritic ha assegnato, come media ponderata delle recensioni, un punteggio di 68 sulla base di 27 recensioni. Slide To Play ha inizialmente dato al gioco una recensione scadente, criticando i controlli e rilevando che mentre la grafica è "dettagliata e di grande effetto", gli ambienti stessi erano obsoleti e ripetitivi. Dopo l'aggiornamento 1.0.3 la recensione è stata aggiornata per affermare che il gioco era "passato da un pasticcio goffo a uno sparatutto di alta qualità". Android Police è stata più positiva, descrivendo come un "gioco davvero divertente con buoni controlli e un buon aspetto". PCmag lo ha descritto come "un gioco abbastanza decente", lodando la grafica ma definendo il combattimento ripetitivo e i controlli complicati.